# Transports en commun de Grasse
Le réseau Sillages est le réseau de transport en commun de la Communauté d'agglomération du Pays grassois. Il comprend quarante-cinq lignes urbaines dont quatorze sont affectées au transport urbain et trente-et-une au transport scolaire. Des solutions de transport pour les personnes à mobilité réduite et un réseau de bus à la demande sont également à disposition des usagers. L'exploitant est, depuis le premier janvier 2023, la société Moventis (filiale de l'entreprise espagnole Moventia).

## Historique

### Avant 2004: Sillages, un réseau unique d'Antibes à Grasse
En 1980, le Syndicat des transports de Grasse et d'Antibes (STGA) voit le jour. Entre 1995 et 2003, le réseau, opéré sous le nom Sillages, a vu sa fréquentation augmenter de 56 %.
Le 1er janvier 2002, la communauté d'agglomération Sophia Antipolis voit le jour, composée de 17 communes dont Valbonne et Vence qui quittent le Pôle Azur Provence. En conséquence, le périmètre du STGA se retrouve limité à la communauté d'agglomération Pôle Azur Provence et aux communes de Mougins, Le Tignet, Spéracèdes et Peymeinade.
La CASA se dote donc de son propre réseau de transport le 1er janvier 2004, Envibus. Sillages devient le seul réseau de transport de Grasse.

### Sillages, un réseau recentré sur Grasse
Ancien logo de Sillages : 

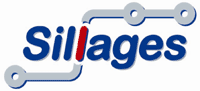
Ancien logo de Sillages.

Le Syndicat Mixte des Transports Sillages s’est engagé dans une réflexion pour mettre, d’ici à 2015, son réseau de transport accessible dans la chaîne des déplacements (achat du titre de transport, aménagement des arrêts, accessibilité du matériel roulant aux points de vente et informations).
Le syndicat disparaît le 31 décembre 2013 au soir à la suite de la création de la communauté d'agglomération des Pays de Lérins et de la communauté d'agglomération du Pays de Grasse (le départ de Mougins, qui va intégrer cette première, met fin ipso facto à la structure administrative actuelle qui est donc remplacée à partir du 1er janvier 2014 par une nouvelle autorité organisatrice de transport urbain, en l'occurrence la nouvelle agglomération du Pays Grassois). Les lignes 24 à 27 sont transférées au réseau Palm Bus du Pays de Lérins.
Le projet du funiculaire a quant à lui un nouveau maître d'ouvrage : l'agglo du Pays de Grasse.
Le 10 juillet 2015, la communauté d'agglomération du Pays de Grasse présidée par Jérôme Viaud, a pris la décision d'améliorer le réseau de Sillages. Le nouveau réseau est composé de 4 lignes principales indicées de A à D et de 14 de lignes de proximité (5 à 16, 20 et 40) tout en conservant les lignes scolaires. L'identité visuelle du réseau change avec un nouveau logo aux couleurs de l'agglo et une nouvelle livrée.
À compter du premier janvier 2023, la société Moventis, filiale française de la société espagnole Moventia, est le nouveau délégataire chargé de la gestion et de l'exploitation du transport public du réseau de transport en commun du Pays de Grasse, Sillages. Ce changement est accompagné par la création, la modification et la suppression de lignes urbaines et scolaires, avec un réseau désormais composé de 14 lignes urbaines et 31 lignes scolaires. La société prend la décision de déléguer de nouveaux bus, une flotte comprenant 70 bus dont 9 électriques d'ici à 2025, avec un habillage de couleur verte pour symboliser l'engagement et la transition écologique du Pays de Grasse.

## Lignes du réseau

### Communes desservies
Le réseau dessert 25 communes, les 23 de la Communauté d'agglomération du Pays grassois et les communes de Aiglun et Sallagriffon :
- Aiglun
- Amirat
- Auribeau-sur-Siagne
- Andon
- Briançonnet
- Cabris
- Caille
- Collongues
- Escragnolles
- Gars
- Grasse
- La Roquette-sur-Siagne
- Le Mas
- Les Mujouls
- Le Tignet
- Mouans-Sartoux
- Pégomas
- Peymeinade
- Saint-Auban
- Sallagriffon
- Saint-Cézaire-sur-Siagne
- Saint-Vallier-de-Thiey
- Séranon
- Spéracèdes
- Valderoure

### Lignes principales
| Ligne | Caractéristiques | Caractéristiques                                                                                  | Caractéristiques                                                                                  | Caractéristiques                                                                                  | Caractéristiques                                                                                  | Caractéristiques                                                                                  | Caractéristiques                                                                                  | Caractéristiques                                                                                  | Caractéristiques                                                                                  |
| A     | Saint-Vallier Grand Pré (Saint-Vallier-de-Thiey) ⥋ Les Jardins du M.I.P (Mouans-Sartoux) | Saint-Vallier Grand Pré (Saint-Vallier-de-Thiey) ⥋ Les Jardins du M.I.P (Mouans-Sartoux)          | Saint-Vallier Grand Pré (Saint-Vallier-de-Thiey) ⥋ Les Jardins du M.I.P (Mouans-Sartoux)          | Saint-Vallier Grand Pré (Saint-Vallier-de-Thiey) ⥋ Les Jardins du M.I.P (Mouans-Sartoux)          | Saint-Vallier Grand Pré (Saint-Vallier-de-Thiey) ⥋ Les Jardins du M.I.P (Mouans-Sartoux)          | Saint-Vallier Grand Pré (Saint-Vallier-de-Thiey) ⥋ Les Jardins du M.I.P (Mouans-Sartoux)          | Saint-Vallier Grand Pré (Saint-Vallier-de-Thiey) ⥋ Les Jardins du M.I.P (Mouans-Sartoux)          | Saint-Vallier Grand Pré (Saint-Vallier-de-Thiey) ⥋ Les Jardins du M.I.P (Mouans-Sartoux)          | Saint-Vallier Grand Pré (Saint-Vallier-de-Thiey) ⥋ Les Jardins du M.I.P (Mouans-Sartoux)          |
| ----- | --- | ------------------------------------------------------------------------------------------------- | ------------------------------------------------------------------------------------------------- | ------------------------------------------------------------------------------------------------- | ------------------------------------------------------------------------------------------------- | ------------------------------------------------------------------------------------------------- | ------------------------------------------------------------------------------------------------- | ------------------------------------------------------------------------------------------------- | ------------------------------------------------------------------------------------------------- |
| A     | Ouverture / Fermeture — / — | Longueur —                                                                                        | Durée —                                                                                           | Nb. d’arrêts 57                                                                                   | Matériel Standards                                                                                | Jours de fonctionnement L, Ma, Me, J, V, S, D                                                     | Jour / Soir / Nuit / Fêtes O / O / N / O                                                          | Voy. / an —                                                                                       | Exploitant Moventis Pays de Grasse                                                                |
| A     | Desserte : - Secteurs desservis : Saint-Vallier-de-Thiey, Grasse, Mouans-Sartoux. - Destinations principales : Saint-Vallier Grand Pré / Maison d'Arrêt / Avenue Thiers / Grasse SNCF / Moulin de Brun / La Paoute / Mouans-Sartoux centre / Jardins du MIP. - Gares desservies : Gare de Grasse (Arrêt : Grasse SNCF). |                                                                                                   |                                                                                                   |                                                                                                   |                                                                                                   |                                                                                                   |                                                                                                   |                                                                                                   |                                                                                                   |
| A     | Autre : Fiche horaire et itinéraire de la lignes consultables : https://sillages.paysdegrasse.fr/sites/default/files/Ligne%20A.pdf. |                                                                                                   |                                                                                                   |                                                                                                   |                                                                                                   |                                                                                                   |                                                                                                   |                                                                                                   |                                                                                                   |
| A     | Dernière actualisation : — |                                                                                                   |                                                                                                   |                                                                                                   |                                                                                                   |                                                                                                   |                                                                                                   |                                                                                                   |                                                                                                   |
| B     | Z.A du festre sud / Saint-Cézaire centre (Saint-Cézaire-sur-Siagne) ⥋ Stade de la Paoute (Grasse) | Z.A du festre sud / Saint-Cézaire centre (Saint-Cézaire-sur-Siagne) ⥋ Stade de la Paoute (Grasse) | Z.A du festre sud / Saint-Cézaire centre (Saint-Cézaire-sur-Siagne) ⥋ Stade de la Paoute (Grasse) | Z.A du festre sud / Saint-Cézaire centre (Saint-Cézaire-sur-Siagne) ⥋ Stade de la Paoute (Grasse) | Z.A du festre sud / Saint-Cézaire centre (Saint-Cézaire-sur-Siagne) ⥋ Stade de la Paoute (Grasse) | Z.A du festre sud / Saint-Cézaire centre (Saint-Cézaire-sur-Siagne) ⥋ Stade de la Paoute (Grasse) | Z.A du festre sud / Saint-Cézaire centre (Saint-Cézaire-sur-Siagne) ⥋ Stade de la Paoute (Grasse) | Z.A du festre sud / Saint-Cézaire centre (Saint-Cézaire-sur-Siagne) ⥋ Stade de la Paoute (Grasse) | Z.A du festre sud / Saint-Cézaire centre (Saint-Cézaire-sur-Siagne) ⥋ Stade de la Paoute (Grasse) |
| B     | Ouverture / Fermeture — / — | Longueur —                                                                                        | Durée —                                                                                           | Nb. d’arrêts 54/66                                                                                | Matériel Standards                                                                                | Jours de fonctionnement L, Ma, Me, J, V, S, D                                                     | Jour / Soir / Nuit / Fêtes O / O / N / O                                                          | Voy. / an —                                                                                       | Exploitant Moventis Pays de Grasse                                                                |
| B     | Desserte : - Secteurs desservis : Saint-Cézaire-sur-Siagne, Le Tignet, Spéracèdes, Cabris, Grasse. - Destinations principales : Parc d’Activités des Hauts de Grasse / Saint-Cézaire Centre / Le Tignet Village / Mairie Spéracèdes / Cabris Centre / Le Cours H.Cresp / Grasse SNCF par les Chasseurs Alpins / Moulin de Brun / Collège des Jasmins / Stade de la Paoute. - Gares desservies : Gare de Grasse (Arrêt : Grasse SNCF) |                                                                                                   |                                                                                                   |                                                                                                   |                                                                                                   |                                                                                                   |                                                                                                   |                                                                                                   |                                                                                                   |
| B     | Autre : Fiche horaire et itinéraires : https://sillages.paysdegrasse.fr/sites/default/files/Ligne%20B.pdf |                                                                                                   |                                                                                                   |                                                                                                   |                                                                                                   |                                                                                                   |                                                                                                   |                                                                                                   |                                                                                                   |
| B     | Dernière actualisation : — |                                                                                                   |                                                                                                   |                                                                                                   |                                                                                                   |                                                                                                   |                                                                                                   |                                                                                                   |                                                                                                   |
| C     | Pont de Siagne (Saint-Cézaire-sur-Siagne) ⥋ Moulin de Brun (Grasse) | Pont de Siagne (Saint-Cézaire-sur-Siagne) ⥋ Moulin de Brun (Grasse)                               | Pont de Siagne (Saint-Cézaire-sur-Siagne) ⥋ Moulin de Brun (Grasse)                               | Pont de Siagne (Saint-Cézaire-sur-Siagne) ⥋ Moulin de Brun (Grasse)                               | Pont de Siagne (Saint-Cézaire-sur-Siagne) ⥋ Moulin de Brun (Grasse)                               | Pont de Siagne (Saint-Cézaire-sur-Siagne) ⥋ Moulin de Brun (Grasse)                               | Pont de Siagne (Saint-Cézaire-sur-Siagne) ⥋ Moulin de Brun (Grasse)                               | Pont de Siagne (Saint-Cézaire-sur-Siagne) ⥋ Moulin de Brun (Grasse)                               | Pont de Siagne (Saint-Cézaire-sur-Siagne) ⥋ Moulin de Brun (Grasse)                               |
| C     | Ouverture / Fermeture — / — | Longueur —                                                                                        | Durée —                                                                                           | Nb. d’arrêts 50                                                                                   | Matériel Standards                                                                                | Jours de fonctionnement L, Ma, Me, J, V, S, D                                                     | Jour / Soir / Nuit / Fêtes O / N / N / O                                                          | Voy. / an —                                                                                       | Exploitant Moventis Pays de Grasse                                                                |
| C     | Desserte : - Secteurs desservis : Saint-Cézaire-sur-Siagne, Peymeinade, Val du Tignet, Grasse. - Destinations principales : Pont de Siagne / Mosselo / Peymeinade Centre Centenaire / Les Termes / La Halte / Grasse SNCF / Moulin de Brun. - Gares desservies : Gare de Grasse (Arrêt : Grasse SNCF). |                                                                                                   |                                                                                                   |                                                                                                   |                                                                                                   |                                                                                                   |                                                                                                   |                                                                                                   |                                                                                                   |
| C     | Autre : Fiche horaire et itinéraires consultables : https://sillages.paysdegrasse.fr/sites/default/files/Ligne%20C.pdf. |                                                                                                   |                                                                                                   |                                                                                                   |                                                                                                   |                                                                                                   |                                                                                                   |                                                                                                   |                                                                                                   |
| C     | Dernière actualisation : — |                                                                                                   |                                                                                                   |                                                                                                   |                                                                                                   |                                                                                                   |                                                                                                   |                                                                                                   |                                                                                                   |
| D     | Auribeau Village (Auribeau-sur-Siagne) ⥋ Carignan (Grasse) | Auribeau Village (Auribeau-sur-Siagne) ⥋ Carignan (Grasse)                                        | Auribeau Village (Auribeau-sur-Siagne) ⥋ Carignan (Grasse)                                        | Auribeau Village (Auribeau-sur-Siagne) ⥋ Carignan (Grasse)                                        | Auribeau Village (Auribeau-sur-Siagne) ⥋ Carignan (Grasse)                                        | Auribeau Village (Auribeau-sur-Siagne) ⥋ Carignan (Grasse)                                        | Auribeau Village (Auribeau-sur-Siagne) ⥋ Carignan (Grasse)                                        | Auribeau Village (Auribeau-sur-Siagne) ⥋ Carignan (Grasse)                                        | Auribeau Village (Auribeau-sur-Siagne) ⥋ Carignan (Grasse)                                        |
| D     | Ouverture / Fermeture — / — | Longueur —                                                                                        | Durée —                                                                                           | Nb. d’arrêts 52                                                                                   | Matériel Midibus                                                                                  | Jours de fonctionnement L, Ma, Me, J, V, S                                                        | Jour / Soir / Nuit / Fêtes O / N / N / N                                                          | Voy. / an —                                                                                       | Exploitant Moventis Pays de Grasse                                                                |
| D     | Desserte : - Secteurs desservis : Auribeau-sur-Siagne, La Roquette-sur-Siagne, Pégomas, Grasse. - Destinations principales : Carignan (Plascassier) / Jardins du M.I.P / La Roquette Village / Pégomas Centre / La Siagne d'Auribeau / Auribeau Village. |                                                                                                   |                                                                                                   |                                                                                                   |                                                                                                   |                                                                                                   |                                                                                                   |                                                                                                   |                                                                                                   |
| D     | Autre : Fiche horaire et itinéraires : https://sillages.paysdegrasse.fr/sites/default/files/Ligne%20D.pdf |                                                                                                   |                                                                                                   |                                                                                                   |                                                                                                   |                                                                                                   |                                                                                                   |                                                                                                   |                                                                                                   |
| D     | Dernière actualisation : — |                                                                                                   |                                                                                                   |                                                                                                   |                                                                                                   |                                                                                                   |                                                                                                   |                                                                                                   |                                                                                                   |
| E     | Grasse SNCF (Grasse) ⥋ Les Jardins du M.I.P (Mouans-Sartoux) | Grasse SNCF (Grasse) ⥋ Les Jardins du M.I.P (Mouans-Sartoux)                                      | Grasse SNCF (Grasse) ⥋ Les Jardins du M.I.P (Mouans-Sartoux)                                      | Grasse SNCF (Grasse) ⥋ Les Jardins du M.I.P (Mouans-Sartoux)                                      | Grasse SNCF (Grasse) ⥋ Les Jardins du M.I.P (Mouans-Sartoux)                                      | Grasse SNCF (Grasse) ⥋ Les Jardins du M.I.P (Mouans-Sartoux)                                      | Grasse SNCF (Grasse) ⥋ Les Jardins du M.I.P (Mouans-Sartoux)                                      | Grasse SNCF (Grasse) ⥋ Les Jardins du M.I.P (Mouans-Sartoux)                                      | Grasse SNCF (Grasse) ⥋ Les Jardins du M.I.P (Mouans-Sartoux)                                      |
| E     | Ouverture / Fermeture — / — | Longueur —                                                                                        | Durée —                                                                                           | Nb. d’arrêts 27                                                                                   | Matériel Standards                                                                                | Jours de fonctionnement L, Ma, Me, J, V, S, D                                                     | Jour / Soir / Nuit / Fêtes O / O / N / O                                                          | Voy. / an —                                                                                       | Exploitant Moventis Pays de Grasse                                                                |
| E     | Desserte : - Secteurs desservis : Grasse, Mouans-Sartoux. - Destinations principales : Grasse SNCF / Moulin de Brun / Bois fleuri / Mouans-Sartoux Centre / Les Jardins du M.I.P. |                                                                                                   |                                                                                                   |                                                                                                   |                                                                                                   |                                                                                                   |                                                                                                   |                                                                                                   |                                                                                                   |
| E     | Autre : Fiche horaire et itinéraires : https://sillages.paysdegrasse.fr/sites/default/files/Ligne%20E.pdf. |                                                                                                   |                                                                                                   |                                                                                                   |                                                                                                   |                                                                                                   |                                                                                                   |                                                                                                   |                                                                                                   |
| E     | Dernière actualisation : — |                                                                                                   |                                                                                                   |                                                                                                   |                                                                                                   |                                                                                                   |                                                                                                   |                                                                                                   |                                                                                                   |
| F     | Place Frédéric Mistral (Grasse) ⥋ Le Plan (Grasse) | Place Frédéric Mistral (Grasse) ⥋ Le Plan (Grasse)                                                | Place Frédéric Mistral (Grasse) ⥋ Le Plan (Grasse)                                                | Place Frédéric Mistral (Grasse) ⥋ Le Plan (Grasse)                                                | Place Frédéric Mistral (Grasse) ⥋ Le Plan (Grasse)                                                | Place Frédéric Mistral (Grasse) ⥋ Le Plan (Grasse)                                                | Place Frédéric Mistral (Grasse) ⥋ Le Plan (Grasse)                                                | Place Frédéric Mistral (Grasse) ⥋ Le Plan (Grasse)                                                | Place Frédéric Mistral (Grasse) ⥋ Le Plan (Grasse)                                                |
| F     | Ouverture / Fermeture — / — | Longueur —                                                                                        | Durée —                                                                                           | Nb. d’arrêts 27                                                                                   | Matériel Minibus                                                                                  | Jours de fonctionnement L, Ma, Me, J, V, S, D                                                     | Jour / Soir / Nuit / Fêtes O / O / N / O                                                          | Voy. / an —                                                                                       | Exploitant Moventis Pays de Grasse                                                                |
| F     | Desserte : - Secteur desservi : Grasse. - Destinations principales : Place Frédéric Mistral / Chasseurs Alpins / Bois fleuri / La piscine / J. CUMERO Le Plan. |                                                                                                   |                                                                                                   |                                                                                                   |                                                                                                   |                                                                                                   |                                                                                                   |                                                                                                   |                                                                                                   |
| F     | Autre : Fiche horaire et itinéraires : https://sillages.paysdegrasse.fr/sites/default/files/Ligne%20F.pdf. |                                                                                                   |                                                                                                   |                                                                                                   |                                                                                                   |                                                                                                   |                                                                                                   |                                                                                                   |                                                                                                   |
| F     | Dernière actualisation : — |                                                                                                   |                                                                                                   |                                                                                                   |                                                                                                   |                                                                                                   |                                                                                                   |                                                                                                   |                                                                                                   |
| G     | Pégomas Centre (Pégomas) ⥋ Moulin de Brun (Grasse) | Pégomas Centre (Pégomas) ⥋ Moulin de Brun (Grasse)                                                | Pégomas Centre (Pégomas) ⥋ Moulin de Brun (Grasse)                                                | Pégomas Centre (Pégomas) ⥋ Moulin de Brun (Grasse)                                                | Pégomas Centre (Pégomas) ⥋ Moulin de Brun (Grasse)                                                | Pégomas Centre (Pégomas) ⥋ Moulin de Brun (Grasse)                                                | Pégomas Centre (Pégomas) ⥋ Moulin de Brun (Grasse)                                                | Pégomas Centre (Pégomas) ⥋ Moulin de Brun (Grasse)                                                | Pégomas Centre (Pégomas) ⥋ Moulin de Brun (Grasse)                                                |
| G     | Ouverture / Fermeture — / — | Longueur —                                                                                        | Durée —                                                                                           | Nb. d’arrêts 50                                                                                   | Matériel Minibus                                                                                  | Jours de fonctionnement L, Ma, Me, J, V, S                                                        | Jour / Soir / Nuit / Fêtes O / N / N / N                                                          | Voy. / an —                                                                                       | Exploitant Moventis Pays de Grasse                                                                |
| G     | Desserte : - Secteurs desservis : Pégomas, Gare de Grasse, Grasse. - Destinations principales : Pégomas Centre / les Gabres / Auribeau Village / la Halte / Grasse SNCF / les Chasseurs Alpins / Moulin de Brun. |                                                                                                   |                                                                                                   |                                                                                                   |                                                                                                   |                                                                                                   |                                                                                                   |                                                                                                   |                                                                                                   |
| G     | Autre : Fiche horaire et itinéraires : https://sillages.paysdegrasse.fr/sites/default/files/Ligne%20D.pdf |                                                                                                   |                                                                                                   |                                                                                                   |                                                                                                   |                                                                                                   |                                                                                                   |                                                                                                   |                                                                                                   |
| G     | Dernière actualisation : — |                                                                                                   |                                                                                                   |                                                                                                   |                                                                                                   |                                                                                                   |                                                                                                   |                                                                                                   |                                                                                                   |

### Lignes secondaires
| Ligne | Caractéristiques | Caractéristiques                                                       | Caractéristiques                                                       | Caractéristiques                                                       | Caractéristiques                                                       | Caractéristiques                                                       | Caractéristiques                                                       | Caractéristiques                                                       | Caractéristiques                                                       |
| 5     | Hôpital (Grasse) ⥋ Centre-ville (Grasse) | Hôpital (Grasse) ⥋ Centre-ville (Grasse)                               | Hôpital (Grasse) ⥋ Centre-ville (Grasse)                               | Hôpital (Grasse) ⥋ Centre-ville (Grasse)                               | Hôpital (Grasse) ⥋ Centre-ville (Grasse)                               | Hôpital (Grasse) ⥋ Centre-ville (Grasse)                               | Hôpital (Grasse) ⥋ Centre-ville (Grasse)                               | Hôpital (Grasse) ⥋ Centre-ville (Grasse)                               | Hôpital (Grasse) ⥋ Centre-ville (Grasse)                               |
| ----- | --- | ---------------------------------------------------------------------- | ---------------------------------------------------------------------- | ---------------------------------------------------------------------- | ---------------------------------------------------------------------- | ---------------------------------------------------------------------- | ---------------------------------------------------------------------- | ---------------------------------------------------------------------- | ---------------------------------------------------------------------- |
| 5     | Ouverture / Fermeture — / — | Longueur —                                                             | Durée —                                                                | Nb. d’arrêts 32                                                        | Matériel Midibus                                                       | Jours de fonctionnement L, Ma, Me, J, V, S, D                          | Jour / Soir / Nuit / Fêtes O / O / N / O                               | Voy. / an —                                                            | Exploitant Moventis Pays de Grasse                                     |
| 5     | Desserte : - Secteur desservi : Grasse. - Destinations principales : Hôpital / Les Aspres / Saint-Claude École / Grasse SNCF / Grasse Centre Ville / Grasse SNCF / Saint-Claude École / Les Aspres / Hôpital. - Gares desservices : Grasse SNCF.                                                                  |                                                                        |                                                                        |                                                                        |                                                                        |                                                                        |                                                                        |                                                                        |                                                                        |
| 5     | Autre : Fiche horaire et itinéraires : https://sillages.paysdegrasse.fr/sites/default/files/Ligne%205.pdf |                                                                        |                                                                        |                                                                        |                                                                        |                                                                        |                                                                        |                                                                        |                                                                        |
| 5     | Dernière actualisation : — |                                                                        |                                                                        |                                                                        |                                                                        |                                                                        |                                                                        |                                                                        |                                                                        |
| 6     | Grasse SNCF (Grasse) ⥋ Cours Honoré Cresp (Grasse) | Grasse SNCF (Grasse) ⥋ Cours Honoré Cresp (Grasse)                     | Grasse SNCF (Grasse) ⥋ Cours Honoré Cresp (Grasse)                     | Grasse SNCF (Grasse) ⥋ Cours Honoré Cresp (Grasse)                     | Grasse SNCF (Grasse) ⥋ Cours Honoré Cresp (Grasse)                     | Grasse SNCF (Grasse) ⥋ Cours Honoré Cresp (Grasse)                     | Grasse SNCF (Grasse) ⥋ Cours Honoré Cresp (Grasse)                     | Grasse SNCF (Grasse) ⥋ Cours Honoré Cresp (Grasse)                     | Grasse SNCF (Grasse) ⥋ Cours Honoré Cresp (Grasse)                     |
| 6     | Ouverture / Fermeture — / — | Longueur —                                                             | Durée —                                                                | Nb. d’arrêts 37                                                        | Matériel Minibus                                                       | Jours de fonctionnement L, Ma, Me, J, V, S                             | Jour / Soir / Nuit / Fêtes O / N / N / N                               | Voy. / an —                                                            | Exploitant Moventis Pays de Grasse                                     |
| 6     | Desserte : - Secteur desservi : Grasse. - Destinations principales : Grasse SNCF / Sidi-Brahim / Les Castors / Henri Dunant / Les Côteaux / Les Marronniers / Carnot / Cours H.Cresp / Les Marronniers / Les Côteaux / Henri Dunant / Les Castors / Sidi-Brahim / Grasse SNCF. - Gares desservices : Grasse SNCF. |                                                                        |                                                                        |                                                                        |                                                                        |                                                                        |                                                                        |                                                                        |                                                                        |
| 6     | Autre : Fiche horaire et itinéraires : https://sillages.paysdegrasse.fr/sites/default/files/Ligne%206.pdf |                                                                        |                                                                        |                                                                        |                                                                        |                                                                        |                                                                        |                                                                        |                                                                        |
| 6     | Dernière actualisation : — |                                                                        |                                                                        |                                                                        |                                                                        |                                                                        |                                                                        |                                                                        |                                                                        |
| 7     | Place de la Buanderie (Grasse) ⥋ par Bon marché | Place de la Buanderie (Grasse) ⥋ par Bon marché                        | Place de la Buanderie (Grasse) ⥋ par Bon marché                        | Place de la Buanderie (Grasse) ⥋ par Bon marché                        | Place de la Buanderie (Grasse) ⥋ par Bon marché                        | Place de la Buanderie (Grasse) ⥋ par Bon marché                        | Place de la Buanderie (Grasse) ⥋ par Bon marché                        | Place de la Buanderie (Grasse) ⥋ par Bon marché                        | Place de la Buanderie (Grasse) ⥋ par Bon marché                        |
| 7     | Ouverture / Fermeture — / — | Longueur —                                                             | Durée —                                                                | Nb. d’arrêts 13                                                        | Matériel Minibus                                                       | Jours de fonctionnement L, Ma, Me, J, V, S                             | Jour / Soir / Nuit / Fêtes O / N / N / N                               | Voy. / an —                                                            | Exploitant Moventis Pays de Grasse                                     |
| 7     | Desserte : - Secteur desservi : Grasse. - Destinations principales : Place de la Buanderie / Bon marché / Piscine Harjès / Saint-Marthe / Fragonard / Place de la Buanderie. |                                                                        |                                                                        |                                                                        |                                                                        |                                                                        |                                                                        |                                                                        |                                                                        |
| 7     | Autre : Fiche horaire et itinéraires : https://sillages.paysdegrasse.fr/sites/default/files/Lignes%207-8-9.pdf |                                                                        |                                                                        |                                                                        |                                                                        |                                                                        |                                                                        |                                                                        |                                                                        |
| 7     | Dernière actualisation : — |                                                                        |                                                                        |                                                                        |                                                                        |                                                                        |                                                                        |                                                                        |                                                                        |
| 8     | Place de la Buanderie (Grasse) ⥋ par Les émeraudes / Jardins de Grasse | Place de la Buanderie (Grasse) ⥋ par Les émeraudes / Jardins de Grasse | Place de la Buanderie (Grasse) ⥋ par Les émeraudes / Jardins de Grasse | Place de la Buanderie (Grasse) ⥋ par Les émeraudes / Jardins de Grasse | Place de la Buanderie (Grasse) ⥋ par Les émeraudes / Jardins de Grasse | Place de la Buanderie (Grasse) ⥋ par Les émeraudes / Jardins de Grasse | Place de la Buanderie (Grasse) ⥋ par Les émeraudes / Jardins de Grasse | Place de la Buanderie (Grasse) ⥋ par Les émeraudes / Jardins de Grasse | Place de la Buanderie (Grasse) ⥋ par Les émeraudes / Jardins de Grasse |
| 8     | Ouverture / Fermeture — / — | Longueur —                                                             | Durée —                                                                | Nb. d’arrêts 18                                                        | Matériel Minibus                                                       | Jours de fonctionnement L, Ma, Me, J, V, S                             | Jour / Soir / Nuit / Fêtes O / N / N / N                               | Voy. / an —                                                            | Exploitant Moventis Pays de Grasse                                     |
| 8     | Desserte : - Secteur desservi : Grasse. - Destinations principales : Place de la Buanderie / Sécurité Sociale / Les émeraudes / Avenue Thiers / Les Jardins de Grasse/ Les romarins / Place de la Buanderie. |                                                                        |                                                                        |                                                                        |                                                                        |                                                                        |                                                                        |                                                                        |                                                                        |
| 8     | Autre : Fiche horaire et itinéraires : https://sillages.paysdegrasse.fr/sites/default/files/Lignes%207-8-9.pdf |                                                                        |                                                                        |                                                                        |                                                                        |                                                                        |                                                                        |                                                                        |                                                                        |
| 8     | Dernière actualisation : — |                                                                        |                                                                        |                                                                        |                                                                        |                                                                        |                                                                        |                                                                        |                                                                        |
| 9     | Place de la Buanderie (Grasse) ⥋ par Ecole St François | Place de la Buanderie (Grasse) ⥋ par Ecole St François                 | Place de la Buanderie (Grasse) ⥋ par Ecole St François                 | Place de la Buanderie (Grasse) ⥋ par Ecole St François                 | Place de la Buanderie (Grasse) ⥋ par Ecole St François                 | Place de la Buanderie (Grasse) ⥋ par Ecole St François                 | Place de la Buanderie (Grasse) ⥋ par Ecole St François                 | Place de la Buanderie (Grasse) ⥋ par Ecole St François                 | Place de la Buanderie (Grasse) ⥋ par Ecole St François                 |
| 9     | Ouverture / Fermeture — / — | Longueur —                                                             | Durée —                                                                | Nb. d’arrêts 16                                                        | Matériel Minibus                                                       | Jours de fonctionnement L, Ma, Me, J, V, S                             | Jour / Soir / Nuit / Fêtes O / N / N / N                               | Voy. / an —                                                            | Exploitant Moventis Pays de Grasse                                     |
| 9     | Desserte : - Secteur desservi : Grasse. - Destinations principales : Place de la Buanderie / Fragonard / Cours Honoré Cresp / Ecole Saint-François. |                                                                        |                                                                        |                                                                        |                                                                        |                                                                        |                                                                        |                                                                        |                                                                        |
| 9     | Autre : Fiche horaire et itinéraires : https://sillages.paysdegrasse.fr/sites/default/files/Lignes%207-8-9.pdf |                                                                        |                                                                        |                                                                        |                                                                        |                                                                        |                                                                        |                                                                        |                                                                        |
| 9     | Dernière actualisation : — |                                                                        |                                                                        |                                                                        |                                                                        |                                                                        |                                                                        |                                                                        |                                                                        |
| 11    | Domaine de l'Istre (Le Tignet) ⥋ Les Termes (Peymeinade) | Domaine de l'Istre (Le Tignet) ⥋ Les Termes (Peymeinade)               | Domaine de l'Istre (Le Tignet) ⥋ Les Termes (Peymeinade)               | Domaine de l'Istre (Le Tignet) ⥋ Les Termes (Peymeinade)               | Domaine de l'Istre (Le Tignet) ⥋ Les Termes (Peymeinade)               | Domaine de l'Istre (Le Tignet) ⥋ Les Termes (Peymeinade)               | Domaine de l'Istre (Le Tignet) ⥋ Les Termes (Peymeinade)               | Domaine de l'Istre (Le Tignet) ⥋ Les Termes (Peymeinade)               | Domaine de l'Istre (Le Tignet) ⥋ Les Termes (Peymeinade)               |
| 11    | Ouverture / Fermeture — / — | Longueur —                                                             | Durée —                                                                | Nb. d’arrêts 28                                                        | Matériel Minibus                                                       | Jours de fonctionnement L, Ma, Me, J, V, S                             | Jour / Soir / Nuit / Fêtes O / N / N / N                               | Voy. / an —                                                            | Exploitant Moventis Pays de Grasse                                     |
| 11    | Desserte : - Secteurs desservis : Le Tignet, Spéracèdes, Peymeinade. - Destinations principales : Parking mairie Le Tignet / Spéracèdes mairie / Saint-Exupéry / Peymeinade Centre Centenaire / Peymeinade Centre Boutiny / Les Termes.                                                                           |                                                                        |                                                                        |                                                                        |                                                                        |                                                                        |                                                                        |                                                                        |                                                                        |
| 11    | Autre : Fiche horaire et itinéraires : https://sillages.paysdegrasse.fr/sites/default/files/Ligne%2011.pdf. |                                                                        |                                                                        |                                                                        |                                                                        |                                                                        |                                                                        |                                                                        |                                                                        |
| 11    | Dernière actualisation : — |                                                                        |                                                                        |                                                                        |                                                                        |                                                                        |                                                                        |                                                                        |                                                                        |
| 40    | Saint-Auban ⥋ Moulin de Brun (Grasse) | Saint-Auban ⥋ Moulin de Brun (Grasse)                                  | Saint-Auban ⥋ Moulin de Brun (Grasse)                                  | Saint-Auban ⥋ Moulin de Brun (Grasse)                                  | Saint-Auban ⥋ Moulin de Brun (Grasse)                                  | Saint-Auban ⥋ Moulin de Brun (Grasse)                                  | Saint-Auban ⥋ Moulin de Brun (Grasse)                                  | Saint-Auban ⥋ Moulin de Brun (Grasse)                                  | Saint-Auban ⥋ Moulin de Brun (Grasse)                                  |
| 40    | Ouverture / Fermeture — / — | Longueur —                                                             | Durée —                                                                | Nb. d’arrêts 67                                                        | Matériel Autocars                                                      | Jours de fonctionnement L, Ma, Me, J, V, S                             | Jour / Soir / Nuit / Fêtes O / O / N / N                               | Voy. / an —                                                            | Exploitant SUMA (Suma, Telleschi, UTP, Pastouret et SAM)               |
| 40    | Desserte : - 'Secteurs desservi's : Saint-Auban, Séranon, Caille (Alpes-Maritimes), Andon, Escragnolles, Saint-Vallier, Grasse. - Destinations principales : Saint-Auban / Le logis du pin / Andon / Saint-Vallier Grand Pré / Avenue Thiers / Grasse Centre-ville / Grasse SNCF / Moulin de Brun.                |                                                                        |                                                                        |                                                                        |                                                                        |                                                                        |                                                                        |                                                                        |                                                                        |
| 40    | Autre : Fiche horaire et itinéraires :https://sillages.paysdegrasse.fr/sites/default/files/Ligne%2040.pdf. |                                                                        |                                                                        |                                                                        |                                                                        |                                                                        |                                                                        |                                                                        |                                                                        |
| 40    | Dernière actualisation : — |                                                                        |                                                                        |                                                                        |                                                                        |                                                                        |                                                                        |                                                                        |                                                                        |

### Navette
| Ligne      | Caractéristiques | Caractéristiques                                | Caractéristiques                                | Caractéristiques                                | Caractéristiques                                | Caractéristiques                                | Caractéristiques                                | Caractéristiques                                | Caractéristiques                                |
| Centifolia | Centre Ville (Grasse) ⥋ Moulin de Brun (Grasse)                                                                                             | Centre Ville (Grasse) ⥋ Moulin de Brun (Grasse) | Centre Ville (Grasse) ⥋ Moulin de Brun (Grasse) | Centre Ville (Grasse) ⥋ Moulin de Brun (Grasse) | Centre Ville (Grasse) ⥋ Moulin de Brun (Grasse) | Centre Ville (Grasse) ⥋ Moulin de Brun (Grasse) | Centre Ville (Grasse) ⥋ Moulin de Brun (Grasse) | Centre Ville (Grasse) ⥋ Moulin de Brun (Grasse) | Centre Ville (Grasse) ⥋ Moulin de Brun (Grasse) |
| ---------- | --- | ----------------------------------------------- | ----------------------------------------------- | ----------------------------------------------- | ----------------------------------------------- | ----------------------------------------------- | ----------------------------------------------- | ----------------------------------------------- | ----------------------------------------------- |
| Centifolia | Ouverture / Fermeture — / — | Longueur —                                      | Durée —                                         | Nb. d’arrêts —                                  | Matériel Standards                              | Jours de fonctionnement L, Ma, Me, J, V, S, D   | Jour / Soir / Nuit / Fêtes O / O / N / O        | Voy. / an —                                     | Exploitant Moventis Pays de Grasse              |
| Centifolia | Desserte : - Secteur desservi : Grasse. - Destinations principales : Grasse SNCF / Les Casernes / Cours Honoré Cresp / Grasse Centre-ville. |                                                 |                                                 |                                                 |                                                 |                                                 |                                                 |                                                 |                                                 |
| Centifolia | Autre : Fiche horaire et itinéraires : https://sillages.paysdegrasse.fr/sites/default/files/Ligne%20Centifolia_0.pdf.                       |                                                 |                                                 |                                                 |                                                 |                                                 |                                                 |                                                 |                                                 |
| Centifolia | Dernière actualisation : — |                                                 |                                                 |                                                 |                                                 |                                                 |                                                 |                                                 |                                                 |

## Lignes scolaires
Le réseau de transport scolaire de la société Sillages se compose de vingt-trois lignes urbaines. Il dessert les établissements scolaires (écoles, collèges et lycées) de secteur des communes de la Communauté d'agglomération du Pays de Grasse.

### Lignes
| Ligne  | Caractéristiques            | Caractéristiques | Caractéristiques | Caractéristiques | Caractéristiques | Caractéristiques                        | Caractéristiques                         | Caractéristiques | Caractéristiques |
| 1S     | ? ⥋ ?                       | ? ⥋ ?            | ? ⥋ ?            | ? ⥋ ?            | ? ⥋ ?            | ? ⥋ ?                                   | ? ⥋ ?                                    | ? ⥋ ?            | ? ⥋ ?            |
| ------ | --------------------------- | ---------------- | ---------------- | ---------------- | ---------------- | --------------------------------------- | ---------------------------------------- | ---------------- | ---------------- |
| 1S     | Ouverture / Fermeture — / — | Longueur —       | Durée —          | Nb. d’arrêts —   | Matériel —       | Jours de fonctionnement L, Ma, Me, J, V | Jour / Soir / Nuit / Fêtes O / N / N / N | Voy. / an —      | Dépôt —          |
| 1S     | Desserte : —                |                  |                  |                  |                  |                                         |                                          |                  |                  |
| 1S     | Autre :                     |                  |                  |                  |                  |                                         |                                          |                  |                  |
| 1S     | Dernière actualisation : —  |                  |                  |                  |                  |                                         |                                          |                  |                  |
| 2S     | ? ⥋ ?                       | ? ⥋ ?            | ? ⥋ ?            | ? ⥋ ?            | ? ⥋ ?            | ? ⥋ ?                                   | ? ⥋ ?                                    | ? ⥋ ?            | ? ⥋ ?            |
| 2S     | Ouverture / Fermeture — / — | Longueur —       | Durée —          | Nb. d’arrêts —   | Matériel —       | Jours de fonctionnement L, Ma, Me, J, V | Jour / Soir / Nuit / Fêtes O / N / N / N | Voy. / an —      | Dépôt —          |
| 2S     | Desserte : —                |                  |                  |                  |                  |                                         |                                          |                  |                  |
| 2S     | Autre :                     |                  |                  |                  |                  |                                         |                                          |                  |                  |
| 2S     | Dernière actualisation : —  |                  |                  |                  |                  |                                         |                                          |                  |                  |
| 3S     | ? ⥋ ?                       | ? ⥋ ?            | ? ⥋ ?            | ? ⥋ ?            | ? ⥋ ?            | ? ⥋ ?                                   | ? ⥋ ?                                    | ? ⥋ ?            | ? ⥋ ?            |
| 3S     | Ouverture / Fermeture — / — | Longueur —       | Durée —          | Nb. d’arrêts —   | Matériel —       | Jours de fonctionnement L, Ma, Me, J, V | Jour / Soir / Nuit / Fêtes O / N / N / N | Voy. / an —      | Dépôt —          |
| 3S     | Desserte : —                |                  |                  |                  |                  |                                         |                                          |                  |                  |
| 3S     | Autre :                     |                  |                  |                  |                  |                                         |                                          |                  |                  |
| 3S     | Dernière actualisation : —  |                  |                  |                  |                  |                                         |                                          |                  |                  |
| 4S     | ? ⥋ ?                       | ? ⥋ ?            | ? ⥋ ?            | ? ⥋ ?            | ? ⥋ ?            | ? ⥋ ?                                   | ? ⥋ ?                                    | ? ⥋ ?            | ? ⥋ ?            |
| 4S     | Ouverture / Fermeture — / — | Longueur —       | Durée —          | Nb. d’arrêts —   | Matériel —       | Jours de fonctionnement L, Ma, Me, J, V | Jour / Soir / Nuit / Fêtes O / N / N / N | Voy. / an —      | Dépôt —          |
| 4S     | Desserte : —                |                  |                  |                  |                  |                                         |                                          |                  |                  |
| 4S     | Autre :                     |                  |                  |                  |                  |                                         |                                          |                  |                  |
| 4S     | Dernière actualisation : —  |                  |                  |                  |                  |                                         |                                          |                  |                  |
| 5S     | ? ⥋ ?                       | ? ⥋ ?            | ? ⥋ ?            | ? ⥋ ?            | ? ⥋ ?            | ? ⥋ ?                                   | ? ⥋ ?                                    | ? ⥋ ?            | ? ⥋ ?            |
| 5S     | Ouverture / Fermeture — / — | Longueur —       | Durée —          | Nb. d’arrêts —   | Matériel —       | Jours de fonctionnement L, Ma, Me, J, V | Jour / Soir / Nuit / Fêtes O / N / N / N | Voy. / an —      | Dépôt —          |
| 5S     | Desserte : —                |                  |                  |                  |                  |                                         |                                          |                  |                  |
| 5S     | Autre :                     |                  |                  |                  |                  |                                         |                                          |                  |                  |
| 5S     | Dernière actualisation : —  |                  |                  |                  |                  |                                         |                                          |                  |                  |
| 6S     | ? ⥋ ?                       | ? ⥋ ?            | ? ⥋ ?            | ? ⥋ ?            | ? ⥋ ?            | ? ⥋ ?                                   | ? ⥋ ?                                    | ? ⥋ ?            | ? ⥋ ?            |
| 6S     | Ouverture / Fermeture — / — | Longueur —       | Durée —          | Nb. d’arrêts —   | Matériel —       | Jours de fonctionnement L, Ma, Me, J, V | Jour / Soir / Nuit / Fêtes O / N / N / N | Voy. / an —      | Dépôt —          |
| 6S     | Desserte : —                |                  |                  |                  |                  |                                         |                                          |                  |                  |
| 6S     | Autre :                     |                  |                  |                  |                  |                                         |                                          |                  |                  |
| 6S     | Dernière actualisation : —  |                  |                  |                  |                  |                                         |                                          |                  |                  |
| 7S     | ? ⥋ ?                       | ? ⥋ ?            | ? ⥋ ?            | ? ⥋ ?            | ? ⥋ ?            | ? ⥋ ?                                   | ? ⥋ ?                                    | ? ⥋ ?            | ? ⥋ ?            |
| 7S     | Ouverture / Fermeture — / — | Longueur —       | Durée —          | Nb. d’arrêts —   | Matériel —       | Jours de fonctionnement L, Ma, Me, J, V | Jour / Soir / Nuit / Fêtes O / N / N / N | Voy. / an —      | Dépôt —          |
| 7S     | Desserte : —                |                  |                  |                  |                  |                                         |                                          |                  |                  |
| 7S     | Autre :                     |                  |                  |                  |                  |                                         |                                          |                  |                  |
| 7S     | Dernière actualisation : —  |                  |                  |                  |                  |                                         |                                          |                  |                  |
| 8S     | ? ⥋ ?                       | ? ⥋ ?            | ? ⥋ ?            | ? ⥋ ?            | ? ⥋ ?            | ? ⥋ ?                                   | ? ⥋ ?                                    | ? ⥋ ?            | ? ⥋ ?            |
| 8S     | Ouverture / Fermeture — / — | Longueur —       | Durée —          | Nb. d’arrêts —   | Matériel —       | Jours de fonctionnement L, Ma, Me, J, V | Jour / Soir / Nuit / Fêtes O / N / N / N | Voy. / an —      | Dépôt —          |
| 8S     | Desserte : —                |                  |                  |                  |                  |                                         |                                          |                  |                  |
| 8S     | Autre :                     |                  |                  |                  |                  |                                         |                                          |                  |                  |
| 8S     | Dernière actualisation : —  |                  |                  |                  |                  |                                         |                                          |                  |                  |
| 9S     | ? ⥋ ?                       | ? ⥋ ?            | ? ⥋ ?            | ? ⥋ ?            | ? ⥋ ?            | ? ⥋ ?                                   | ? ⥋ ?                                    | ? ⥋ ?            | ? ⥋ ?            |
| 9S     | Ouverture / Fermeture — / — | Longueur —       | Durée —          | Nb. d’arrêts —   | Matériel —       | Jours de fonctionnement L, Ma, Me, J, V | Jour / Soir / Nuit / Fêtes O / N / N / N | Voy. / an —      | Dépôt —          |
| 9S     | Desserte : —                |                  |                  |                  |                  |                                         |                                          |                  |                  |
| 9S     | Autre :                     |                  |                  |                  |                  |                                         |                                          |                  |                  |
| 9S     | Dernière actualisation : —  |                  |                  |                  |                  |                                         |                                          |                  |                  |
| 10S    | ? ⥋ ?                       | ? ⥋ ?            | ? ⥋ ?            | ? ⥋ ?            | ? ⥋ ?            | ? ⥋ ?                                   | ? ⥋ ?                                    | ? ⥋ ?            | ? ⥋ ?            |
| 10S    | Ouverture / Fermeture — / — | Longueur —       | Durée —          | Nb. d’arrêts —   | Matériel —       | Jours de fonctionnement L, Ma, Me, J, V | Jour / Soir / Nuit / Fêtes O / N / N / N | Voy. / an —      | Dépôt —          |
| 10S    | Desserte : —                |                  |                  |                  |                  |                                         |                                          |                  |                  |
| 10S    | Autre :                     |                  |                  |                  |                  |                                         |                                          |                  |                  |
| 10S    | Dernière actualisation : —  |                  |                  |                  |                  |                                         |                                          |                  |                  |
| 11S    | ? ⥋ ?                       | ? ⥋ ?            | ? ⥋ ?            | ? ⥋ ?            | ? ⥋ ?            | ? ⥋ ?                                   | ? ⥋ ?                                    | ? ⥋ ?            | ? ⥋ ?            |
| 11S    | Ouverture / Fermeture — / — | Longueur —       | Durée —          | Nb. d’arrêts —   | Matériel —       | Jours de fonctionnement L, Ma, Me, J, V | Jour / Soir / Nuit / Fêtes O / N / N / N | Voy. / an —      | Dépôt —          |
| 11S    | Desserte : —                |                  |                  |                  |                  |                                         |                                          |                  |                  |
| 11S    | Autre :                     |                  |                  |                  |                  |                                         |                                          |                  |                  |
| 11S    | Dernière actualisation : —  |                  |                  |                  |                  |                                         |                                          |                  |                  |
| 12S    | ? ⥋ ?                       | ? ⥋ ?            | ? ⥋ ?            | ? ⥋ ?            | ? ⥋ ?            | ? ⥋ ?                                   | ? ⥋ ?                                    | ? ⥋ ?            | ? ⥋ ?            |
| 12S    | Ouverture / Fermeture — / — | Longueur —       | Durée —          | Nb. d’arrêts —   | Matériel —       | Jours de fonctionnement L, Ma, Me, J, V | Jour / Soir / Nuit / Fêtes O / N / N / N | Voy. / an —      | Dépôt —          |
| 12S    | Desserte : —                |                  |                  |                  |                  |                                         |                                          |                  |                  |
| 12S    | Autre :                     |                  |                  |                  |                  |                                         |                                          |                  |                  |
| 12S    | Dernière actualisation : —  |                  |                  |                  |                  |                                         |                                          |                  |                  |
| 13S    | ? ⥋ ?                       | ? ⥋ ?            | ? ⥋ ?            | ? ⥋ ?            | ? ⥋ ?            | ? ⥋ ?                                   | ? ⥋ ?                                    | ? ⥋ ?            | ? ⥋ ?            |
| 13S    | Ouverture / Fermeture — / — | Longueur —       | Durée —          | Nb. d’arrêts —   | Matériel —       | Jours de fonctionnement L, Ma, Me, J, V | Jour / Soir / Nuit / Fêtes O / N / N / N | Voy. / an —      | Dépôt —          |
| 13S    | Desserte : —                |                  |                  |                  |                  |                                         |                                          |                  |                  |
| 13S    | Autre :                     |                  |                  |                  |                  |                                         |                                          |                  |                  |
| 13S    | Dernière actualisation : —  |                  |                  |                  |                  |                                         |                                          |                  |                  |
| 14S    | ? ⥋ ?                       | ? ⥋ ?            | ? ⥋ ?            | ? ⥋ ?            | ? ⥋ ?            | ? ⥋ ?                                   | ? ⥋ ?                                    | ? ⥋ ?            | ? ⥋ ?            |
| 14S    | Ouverture / Fermeture — / — | Longueur —       | Durée —          | Nb. d’arrêts —   | Matériel —       | Jours de fonctionnement L, Ma, Me, J, V | Jour / Soir / Nuit / Fêtes O / N / N / N | Voy. / an —      | Dépôt —          |
| 14S    | Desserte : —                |                  |                  |                  |                  |                                         |                                          |                  |                  |
| 14S    | Autre :                     |                  |                  |                  |                  |                                         |                                          |                  |                  |
| 14S    | Dernière actualisation : —  |                  |                  |                  |                  |                                         |                                          |                  |                  |
| 15S    | ? ⥋ ?                       | ? ⥋ ?            | ? ⥋ ?            | ? ⥋ ?            | ? ⥋ ?            | ? ⥋ ?                                   | ? ⥋ ?                                    | ? ⥋ ?            | ? ⥋ ?            |
| 15S    | Ouverture / Fermeture — / — | Longueur —       | Durée —          | Nb. d’arrêts —   | Matériel —       | Jours de fonctionnement L, Ma, Me, J, V | Jour / Soir / Nuit / Fêtes O / N / N / N | Voy. / an —      | Dépôt —          |
| 15S    | Desserte : —                |                  |                  |                  |                  |                                         |                                          |                  |                  |
| 15S    | Autre :                     |                  |                  |                  |                  |                                         |                                          |                  |                  |
| 15S    | Dernière actualisation : —  |                  |                  |                  |                  |                                         |                                          |                  |                  |
| 16S    | ? ⥋ ?                       | ? ⥋ ?            | ? ⥋ ?            | ? ⥋ ?            | ? ⥋ ?            | ? ⥋ ?                                   | ? ⥋ ?                                    | ? ⥋ ?            | ? ⥋ ?            |
| 16S    | Ouverture / Fermeture — / — | Longueur —       | Durée —          | Nb. d’arrêts —   | Matériel —       | Jours de fonctionnement L, Ma, Me, J, V | Jour / Soir / Nuit / Fêtes O / N / N / N | Voy. / an —      | Dépôt —          |
| 16S    | Desserte : —                |                  |                  |                  |                  |                                         |                                          |                  |                  |
| 16S    | Autre :                     |                  |                  |                  |                  |                                         |                                          |                  |                  |
| 16S    | Dernière actualisation : —  |                  |                  |                  |                  |                                         |                                          |                  |                  |
| 17S    | ? ⥋ ?                       | ? ⥋ ?            | ? ⥋ ?            | ? ⥋ ?            | ? ⥋ ?            | ? ⥋ ?                                   | ? ⥋ ?                                    | ? ⥋ ?            | ? ⥋ ?            |
| 17S    | Ouverture / Fermeture — / — | Longueur —       | Durée —          | Nb. d’arrêts —   | Matériel —       | Jours de fonctionnement L, Ma, Me, J, V | Jour / Soir / Nuit / Fêtes O / N / N / N | Voy. / an —      | Dépôt —          |
| 17S    | Desserte : —                |                  |                  |                  |                  |                                         |                                          |                  |                  |
| 17S    | Autre :                     |                  |                  |                  |                  |                                         |                                          |                  |                  |
| 17S    | Dernière actualisation : —  |                  |                  |                  |                  |                                         |                                          |                  |                  |
| 18S    | ? ⥋ ?                       | ? ⥋ ?            | ? ⥋ ?            | ? ⥋ ?            | ? ⥋ ?            | ? ⥋ ?                                   | ? ⥋ ?                                    | ? ⥋ ?            | ? ⥋ ?            |
| 18S    | Ouverture / Fermeture — / — | Longueur —       | Durée —          | Nb. d’arrêts —   | Matériel —       | Jours de fonctionnement L, Ma, Me, J, V | Jour / Soir / Nuit / Fêtes O / N / N / N | Voy. / an —      | Dépôt —          |
| 18S    | Desserte : —                |                  |                  |                  |                  |                                         |                                          |                  |                  |
| 18S    | Autre :                     |                  |                  |                  |                  |                                         |                                          |                  |                  |
| 18S    | Dernière actualisation : —  |                  |                  |                  |                  |                                         |                                          |                  |                  |
| 19S    | ? ⥋ ?                       | ? ⥋ ?            | ? ⥋ ?            | ? ⥋ ?            | ? ⥋ ?            | ? ⥋ ?                                   | ? ⥋ ?                                    | ? ⥋ ?            | ? ⥋ ?            |
| 19S    | Ouverture / Fermeture — / — | Longueur —       | Durée —          | Nb. d’arrêts —   | Matériel —       | Jours de fonctionnement L, Ma, Me, J, V | Jour / Soir / Nuit / Fêtes O / N / N / N | Voy. / an —      | Dépôt —          |
| 19S    | Desserte : —                |                  |                  |                  |                  |                                         |                                          |                  |                  |
| 19S    | Autre :                     |                  |                  |                  |                  |                                         |                                          |                  |                  |
| 19S    | Dernière actualisation : —  |                  |                  |                  |                  |                                         |                                          |                  |                  |
| 20S    | ? ⥋ ?                       | ? ⥋ ?            | ? ⥋ ?            | ? ⥋ ?            | ? ⥋ ?            | ? ⥋ ?                                   | ? ⥋ ?                                    | ? ⥋ ?            | ? ⥋ ?            |
| 20S    | Ouverture / Fermeture — / — | Longueur —       | Durée —          | Nb. d’arrêts —   | Matériel —       | Jours de fonctionnement L, Ma, Me, J, V | Jour / Soir / Nuit / Fêtes O / N / N / N | Voy. / an —      | Dépôt —          |
| 20S    | Desserte : —                |                  |                  |                  |                  |                                         |                                          |                  |                  |
| 20S    | Autre :                     |                  |                  |                  |                  |                                         |                                          |                  |                  |
| 20S    | Dernière actualisation : —  |                  |                  |                  |                  |                                         |                                          |                  |                  |
| 21S    | ? ⥋ ?                       | ? ⥋ ?            | ? ⥋ ?            | ? ⥋ ?            | ? ⥋ ?            | ? ⥋ ?                                   | ? ⥋ ?                                    | ? ⥋ ?            | ? ⥋ ?            |
| 21S    | Ouverture / Fermeture — / — | Longueur —       | Durée —          | Nb. d’arrêts —   | Matériel —       | Jours de fonctionnement L, Ma, Me, J, V | Jour / Soir / Nuit / Fêtes O / N / N / N | Voy. / an —      | Dépôt —          |
| 21S    | Desserte : —                |                  |                  |                  |                  |                                         |                                          |                  |                  |
| 21S    | Autre :                     |                  |                  |                  |                  |                                         |                                          |                  |                  |
| 21S    | Dernière actualisation : —  |                  |                  |                  |                  |                                         |                                          |                  |                  |
| 22SA   | ? ⥋ ?                       | ? ⥋ ?            | ? ⥋ ?            | ? ⥋ ?            | ? ⥋ ?            | ? ⥋ ?                                   | ? ⥋ ?                                    | ? ⥋ ?            | ? ⥋ ?            |
| 22SA   | Ouverture / Fermeture — / — | Longueur —       | Durée —          | Nb. d’arrêts —   | Matériel —       | Jours de fonctionnement L, Ma, Me, J, V | Jour / Soir / Nuit / Fêtes O / N / N / N | Voy. / an —      | Dépôt —          |
| 22SA   | Desserte : —                |                  |                  |                  |                  |                                         |                                          |                  |                  |
| 22SA   | Autre :                     |                  |                  |                  |                  |                                         |                                          |                  |                  |
| 22SA   | Dernière actualisation : —  |                  |                  |                  |                  |                                         |                                          |                  |                  |
| 22SB   | ? ⥋ ?                       | ? ⥋ ?            | ? ⥋ ?            | ? ⥋ ?            | ? ⥋ ?            | ? ⥋ ?                                   | ? ⥋ ?                                    | ? ⥋ ?            | ? ⥋ ?            |
| 22SB   | Ouverture / Fermeture — / — | Longueur —       | Durée —          | Nb. d’arrêts —   | Matériel —       | Jours de fonctionnement L, Ma, Me, J, V | Jour / Soir / Nuit / Fêtes O / N / N / N | Voy. / an —      | Dépôt —          |
| 22SB   | Desserte : —                |                  |                  |                  |                  |                                         |                                          |                  |                  |
| 22SB   | Autre :                     |                  |                  |                  |                  |                                         |                                          |                  |                  |
| 22SB   | Dernière actualisation : —  |                  |                  |                  |                  |                                         |                                          |                  |                  |
| 23S    | ? ⥋ ?                       | ? ⥋ ?            | ? ⥋ ?            | ? ⥋ ?            | ? ⥋ ?            | ? ⥋ ?                                   | ? ⥋ ?                                    | ? ⥋ ?            | ? ⥋ ?            |
| 23S    | Ouverture / Fermeture — / — | Longueur —       | Durée —          | Nb. d’arrêts —   | Matériel —       | Jours de fonctionnement L, Ma, Me, J, V | Jour / Soir / Nuit / Fêtes O / N / N / N | Voy. / an —      | Dépôt —          |
| 23S    | Desserte : —                |                  |                  |                  |                  |                                         |                                          |                  |                  |
| 23S    | Autre :                     |                  |                  |                  |                  |                                         |                                          |                  |                  |
| 23S    | Dernière actualisation : —  |                  |                  |                  |                  |                                         |                                          |                  |                  |
| 24S    | ? ⥋ ?                       | ? ⥋ ?            | ? ⥋ ?            | ? ⥋ ?            | ? ⥋ ?            | ? ⥋ ?                                   | ? ⥋ ?                                    | ? ⥋ ?            | ? ⥋ ?            |
| 24S    | Ouverture / Fermeture — / — | Longueur —       | Durée —          | Nb. d’arrêts —   | Matériel —       | Jours de fonctionnement L, Ma, Me, J, V | Jour / Soir / Nuit / Fêtes O / N / N / N | Voy. / an —      | Dépôt —          |
| 24S    | Desserte : —                |                  |                  |                  |                  |                                         |                                          |                  |                  |
| 24S    | Autre :                     |                  |                  |                  |                  |                                         |                                          |                  |                  |
| 24S    | Dernière actualisation : —  |                  |                  |                  |                  |                                         |                                          |                  |                  |
| 25S    | ? ⥋ ?                       | ? ⥋ ?            | ? ⥋ ?            | ? ⥋ ?            | ? ⥋ ?            | ? ⥋ ?                                   | ? ⥋ ?                                    | ? ⥋ ?            | ? ⥋ ?            |
| 25S    | Ouverture / Fermeture — / — | Longueur —       | Durée —          | Nb. d’arrêts —   | Matériel —       | Jours de fonctionnement L, Ma, Me, J, V | Jour / Soir / Nuit / Fêtes O / N / N / N | Voy. / an —      | Dépôt —          |
| 25S    | Desserte : —                |                  |                  |                  |                  |                                         |                                          |                  |                  |
| 25S    | Autre :                     |                  |                  |                  |                  |                                         |                                          |                  |                  |
| 25S    | Dernière actualisation : —  |                  |                  |                  |                  |                                         |                                          |                  |                  |
| 26S    | ? ⥋ ?                       | ? ⥋ ?            | ? ⥋ ?            | ? ⥋ ?            | ? ⥋ ?            | ? ⥋ ?                                   | ? ⥋ ?                                    | ? ⥋ ?            | ? ⥋ ?            |
| 26S    | Ouverture / Fermeture — / — | Longueur —       | Durée —          | Nb. d’arrêts —   | Matériel —       | Jours de fonctionnement L, Ma, Me, J, V | Jour / Soir / Nuit / Fêtes O / N / N / N | Voy. / an —      | Dépôt —          |
| 26S    | Desserte : —                |                  |                  |                  |                  |                                         |                                          |                  |                  |
| 26S    | Autre :                     |                  |                  |                  |                  |                                         |                                          |                  |                  |
| 26S    | Dernière actualisation : —  |                  |                  |                  |                  |                                         |                                          |                  |                  |
| 27S    | ? ⥋ ?                       | ? ⥋ ?            | ? ⥋ ?            | ? ⥋ ?            | ? ⥋ ?            | ? ⥋ ?                                   | ? ⥋ ?                                    | ? ⥋ ?            | ? ⥋ ?            |
| 27S    | Ouverture / Fermeture — / — | Longueur —       | Durée —          | Nb. d’arrêts —   | Matériel —       | Jours de fonctionnement L, Ma, Me, J, V | Jour / Soir / Nuit / Fêtes O / N / N / N | Voy. / an —      | Dépôt —          |
| 27S    | Desserte : —                |                  |                  |                  |                  |                                         |                                          |                  |                  |
| 27S    | Autre :                     |                  |                  |                  |                  |                                         |                                          |                  |                  |
| 27S    | Dernière actualisation : —  |                  |                  |                  |                  |                                         |                                          |                  |                  |
| 27Sbis | ? ⥋ ?                       | ? ⥋ ?            | ? ⥋ ?            | ? ⥋ ?            | ? ⥋ ?            | ? ⥋ ?                                   | ? ⥋ ?                                    | ? ⥋ ?            | ? ⥋ ?            |
| 27Sbis | Ouverture / Fermeture — / — | Longueur —       | Durée —          | Nb. d’arrêts —   | Matériel —       | Jours de fonctionnement L, Ma, Me, J, V | Jour / Soir / Nuit / Fêtes O / N / N / N | Voy. / an —      | Dépôt —          |
| 27Sbis | Desserte : —                |                  |                  |                  |                  |                                         |                                          |                  |                  |
| 27Sbis | Autre :                     |                  |                  |                  |                  |                                         |                                          |                  |                  |
| 27Sbis | Dernière actualisation : —  |                  |                  |                  |                  |                                         |                                          |                  |                  |
| 28S    | ? ⥋ ?                       | ? ⥋ ?            | ? ⥋ ?            | ? ⥋ ?            | ? ⥋ ?            | ? ⥋ ?                                   | ? ⥋ ?                                    | ? ⥋ ?            | ? ⥋ ?            |
| 28S    | Ouverture / Fermeture — / — | Longueur —       | Durée —          | Nb. d’arrêts —   | Matériel —       | Jours de fonctionnement L, Ma, Me, J, V | Jour / Soir / Nuit / Fêtes O / N / N / N | Voy. / an —      | Dépôt —          |
| 28S    | Desserte : —                |                  |                  |                  |                  |                                         |                                          |                  |                  |
| 28S    | Autre :                     |                  |                  |                  |                  |                                         |                                          |                  |                  |
| 28S    | Dernière actualisation : —  |                  |                  |                  |                  |                                         |                                          |                  |                  |
| 28Sbis | ? ⥋ ?                       | ? ⥋ ?            | ? ⥋ ?            | ? ⥋ ?            | ? ⥋ ?            | ? ⥋ ?                                   | ? ⥋ ?                                    | ? ⥋ ?            | ? ⥋ ?            |
| 28Sbis | Ouverture / Fermeture — / — | Longueur —       | Durée —          | Nb. d’arrêts —   | Matériel —       | Jours de fonctionnement L, Ma, Me, J, V | Jour / Soir / Nuit / Fêtes O / N / N / N | Voy. / an —      | Dépôt —          |
| 28Sbis | Desserte : —                |                  |                  |                  |                  |                                         |                                          |                  |                  |
| 28Sbis | Autre :                     |                  |                  |                  |                  |                                         |                                          |                  |                  |
| 28Sbis | Dernière actualisation : —  |                  |                  |                  |                  |                                         |                                          |                  |                  |
| 29S    | ? ⥋ ?                       | ? ⥋ ?            | ? ⥋ ?            | ? ⥋ ?            | ? ⥋ ?            | ? ⥋ ?                                   | ? ⥋ ?                                    | ? ⥋ ?            | ? ⥋ ?            |
| 29S    | Ouverture / Fermeture — / — | Longueur —       | Durée —          | Nb. d’arrêts —   | Matériel —       | Jours de fonctionnement L, Ma, Me, J, V | Jour / Soir / Nuit / Fêtes O / N / N / N | Voy. / an —      | Dépôt —          |
| 29S    | Desserte : —                |                  |                  |                  |                  |                                         |                                          |                  |                  |
| 29S    | Autre :                     |                  |                  |                  |                  |                                         |                                          |                  |                  |
| 29S    | Dernière actualisation : —  |                  |                  |                  |                  |                                         |                                          |                  |                  |
| 30S    | ? ⥋ ?                       | ? ⥋ ?            | ? ⥋ ?            | ? ⥋ ?            | ? ⥋ ?            | ? ⥋ ?                                   | ? ⥋ ?                                    | ? ⥋ ?            | ? ⥋ ?            |
| 30S    | Ouverture / Fermeture — / — | Longueur —       | Durée —          | Nb. d’arrêts —   | Matériel —       | Jours de fonctionnement L, Ma, Me, J, V | Jour / Soir / Nuit / Fêtes O / N / N / N | Voy. / an —      | Dépôt —          |
| 30S    | Desserte : —                |                  |                  |                  |                  |                                         |                                          |                  |                  |
| 30S    | Autre :                     |                  |                  |                  |                  |                                         |                                          |                  |                  |
| 30S    | Dernière actualisation : —  |                  |                  |                  |                  |                                         |                                          |                  |                  |

## Parc de véhicules
En août 2024, le parc d'autobus du réseau Sillages est composé de 98 véhicules dont 23 bus standards, 8 midibus, 11 minibus et 56 Autocars. Au sein de cette flotte, les autres véhicules sont équipés de hybride Diesel-électrique et les autres véhicules sont équipés de moteurs Diesel.

### Bus standards
| Constructeur  | Modèle                  | Nombre | Numéros de parc        | Période de mise en service           | Affectation   | Observation |
| ------------- | ----------------------- | ------ | ---------------------- | ------------------------------------ | ------------- | ----------- |
| Anadolu Isuzu | CitiPort                | 3      | 14021-14023            | Avril 2023                           | A, B, C       | –           |
| Heuliez Bus   | GX 337                  | 3      | 72509, 72512, 72198    | Entre septembre 2015 et janvier 2016 | A, B, C       | –           |
| Iveco Bus     | Crossway LE Line        | 9      | 71-72, 89, 14061-14066 | Entre août 2016 et avril 2024        | A, B, C       | –           |
| Iveco Bus     | Crealis 12              | 5      | 14031-14035            | Entre Juin 2016 et Juillet 2016      | E, Centifolia | –           |
| Iveco Bus     | Urbanway 12 Hybrid BHNS | 3      | 14001-14003            | Décembre 2016                        | E, Centifolia | –           |

### Midibus
| Constructeur  | Modèle      | Nombre | Numéros de parc | Période de mise en service    | Affectation | Observation |
| ------------- | ----------- | ------ | --------------- | ----------------------------- | ----------- | ----------- |
| Anadolu Isuzu | Citibus     | 6      | 14011-14016     | décembre 2022 et janvier 2023 | D, 5        | –           |
| Mercedes-Benz | Citaro C2 K | 2      | 73204-73205     | Janvier 2017                  | D, 5        | –           |

### Minibus
| Constructeur  | Modèle           | Nombre | Numéros de parc | Période de mise en service | Affectation           | Observation |
| ------------- | ---------------- | ------ | --------------- | -------------------------- | --------------------- | ----------- |
| Mercedes-Benz | Sprinter City 35 | 2      | 14047-14048     | Septembre 2013             | F, G, 7, 8, 9, 10, 11 | –           |
| Mercedes-Benz | Sprinter City 45 | 2      | 14045-14046     | Septembre 2023             | F, G, 7, 8, 9, 10, 11 | –           |
| Mercedes-Benz | Sprinter City 65 | 5      | 7031-7035       | Avril 2010                 | F, G, 7, 8, 9, 10, 11 | –           |
| Unvi          | M20              | 2      | 14041-14042     | Mars 2023                  | F, G, 11              | –           |

### Autocars
| Constructeur  | Modèle                 | Nombre | Numéros de parc                                            | Période de mise en service          | Affectation   | Observation              |
| ------------- | ---------------------- | ------ | ---------------------------------------------------------- | ----------------------------------- | ------------- | ------------------------ |
| Anadolu Isuzu | Grand Toro             | 18     | 14127-14144                                                | Entre décembre 2022 et janvier 2023 | Scolaires     | Livrée Sillages Scolaire |
| Iveco Bus     | Crossway Pop           | 6      | 1151, 1438, 14123-14126                                    | Entre août 2016 à décembre 2022     | 40, Scolaires | –                        |
| MAN           | Lion's Intercity C R61 | 16     | 14100-14105, 14107, 14109, 14111, 14114-14117, 14119-14121 | Décembre 2022                       | Scolaires     | Livrée Sillages Scolaire |
| MAN           | Lion's Intercity C R62 | 7      | 14106, 14108, 14110, 14112-14113, 14118, 14122             | Décembre 2022                       | Scolaires     | Livrée Sillages Scolaire |
| Mercedes-Benz | Intouro II             | 1      | 1420                                                       | Août 2018                           | 40            | –                        |
| Mercedes-Benz | Intouro II M           | 3      | 1517, 1568-1569                                            | Entre novembre 2018 et juillet 2019 | 40            | –                        |
| Mercedes-Benz | Intouro III Hybrid     | 1      | 1889                                                       | Janvier 2023                        | 40            | –                        |
| Mercedes-Benz | Intouro III M Hybrid   | 4      | 1981-1984                                                  | Novembre 2023                       | Scolaires     | Livrée Sillages Scolaire |

### Dépôts
- Le dépôt de Moventis Pays de Grasse est situé dans la principauté, au 23 Rte de la Marigarde, 06130 Grasse
- Le dépôt de SUMA (Suma, Telleschi, UTP, Pastouret et SAM) est situé dans la principauté, au 865 Rte de Nice, 83400 Hyères

## Projet de funiculaire
Un projet de funiculaire est à l'étude.